# Penelope Heyns
Pour les articles homonymes, voir Heyns.
Penelope ("Penny") Heyns, né le 8 novembre 1974 à Springs, est une ancienne nageuse sud-africaine spécialiste des épreuves de brasse. Elle s'est distinguée en devenant la première nageuse à réaliser le doublé 100 m - 200 m brasse lors des Jeux olympiques d'été de 1996 organisés à Atlanta. À cette occasion, elle devenait la première médaillée d'or sud-africaine de l'après-apartheid.

## Biographie
Après avoir effectué sa scolarité à Amanzimtoti, Penny Heyns part étudier la psychologie à l'Université de Lincoln dans le Nebraska où elle reçoit le titre de meilleure sportive à deux reprises. En 1992, elle était la plus jeune membre de la délégation sud-africaine aux Jeux olympiques de Barcelone. Également sélectionnée pour participer aux Jeux du Commonwealth 1994, elle décroche une médaille de bronze sur 200 m brasse, sa première récompense internationale. Elle bat son premier record du monde en carrière en 1996 en établissant la meilleure marque mondiale de l'histoire sur 100 m brasse à Durban. Elle participe pour la seconde fois aux Jeux olympiques à Atlanta en 1996 mais avec de sérieuses chances de médailles cette fois. La nageuse confirme son statut en remportant tout d'abord l'épreuve du 200 mètres brasse en établissant un nouveau record olympique lors de la finale. Quelques jours plus tard, elle triomphe sur le 100 m brasse après avoir battu le record du monde lors des demi-finales. Heyns devient alors la première nageuse de brasse à réaliser le doublé 100 m - 200 m brasse aux J.O. mais également la première championne olympique sud-africaine (hommes y compris) depuis 1956. Durant cette période, l'Afrique du Sud se voyait en effet interdire de participer aux Jeux en raison du régime d'apartheid exercé depuis 1948 dans le pays. Son abolition par référendum en 1992 permit le retour de l'Afrique du Sud dans le mouvement olympique et l'autorisation pour les sportifs sud-africains de participer aux J.O. Elle est médaillée de bronze du 4 x 100 mètres quatre nages à l'Universiade d'été de 1997 à Catane.
Quelque temps après cette performance inédite, l'entraîneur de Penny Heyns quitte l'Afrique Sud pour le Canada. Dès lors, les performances de la nageuse baissent et la championne olympique ne monte pas sur le podium lors des Mondiaux 1998 de Perth (5e place sur 100 m, 6e sur 200 m). La Sud-africaine décide alors de rejoindre son entraîneur à Calgary. Durant l'année 1999, Penny Heyns réaffirme son statut de meilleure nageuse en brasse en établissant 11 records du monde en trois mois sur trois distances (50, 100, 200 m brasse) aussi bien en grand qu'en petit bassin. Pendant quelque temps, elle détient cinq des six records du monde possibles en brasse. Cette performance est distinguée par le magazine américain Swimming World Magazine qui, après 1996, sacre une seconde fois Penny Heyns comme la nageuse de l'année. Pourtant, lors de sa troisième participation olympique en 2000, elle n'obtient qu'une médaille de bronze sur l'épreuve du 100 mètres brasse. Elle est par ailleurs éliminée dès les séries éliminatoires sur l'épreuve du 200 m brasse. Endeuillée par la perte d'un proche durant sa préparation, elle ne peut défendre complètement ses chances et annonce finalement sa retraite après le rendez-vous olympique.
Durant l'année 2001, l'ancienne nageuse intègre la commission des athlètes de la Fédération internationale de natation.

## Distinctions
En 2007, l'ancienne nageuse est nommée est nommé au sein de l'International Swimming Hall of Fame à l'occasion de la 43e promotion annuelle du musée sportif distinguant les personnalités les plus importantes de l'histoire de la natation,. Auparavant, en 2004, elle apparaît en 52e position du classement des 100 Greatest South Africans (ou 100 Plus Grands Sud-africains). Par ailleurs, la nageuse a été sacrée à deux reprises nageuse de l'année par le magazine Swimming World Magazine.

## Palmarès

### Jeux olympiques
- Jeux olympiques de 1996 à Atlanta (États-Unis) :
  -  Médaille d'or sur l'épreuve du 100 m brasse (1 min 07 s 73 lors de la finale).
  -  Médaille d'or sur l'épreuve du 200 m brasse (2 min 25 s 41 lors de la finale).
- Jeux olympiques de 2000 à Sydney (Australie) :
  -  Médaille de bronze sur l'épreuve du 100 m brasse (1 min 07 s 55 lors de la finale).

### Championnats du monde
- Championnats du monde en petit bassin 1999 à Hong Kong (Chine) :
  -  Médaille d'argent sur l'épreuve du 50 m brasse (30 s 88 lors de la finale).
  -  Médaille d'argent sur l'épreuve du 100 m brasse (1 min 06 s 47 lors de la finale).
  -  Médaille d'argent sur l'épreuve du 200 m brasse (2 min 24 s 27 lors de la finale).

### Records
Au cours de sa carrière, Penelope Heyns a battu 14 records du monde. Entre 1999 et 2001, la nageuse détenait simultanément les trois records en grand bassin. Parmi les records du monde battus par la Sud-africaine, 11 l'ont été en grand bassin :
- 2 sur 50 mètres brasse.
- 5 sur 100 mètres brasse.
- 4 sur 200 mètres brasse.